# 경청로
경청로(Gyeongcheong-ro)는 경상북도 경산시 남천면 하도리 고래 교차로와 백천동 백천 교차로를 잇는 경상북도의 도로이다. 전 구간 국도 제25호선에 속한다.

## 연혁
- 2009년 7월 10일 : 2개 이상 시·도에 걸쳐 있는 도로로 경청로를 고시[1]

## 주요 경유지
경상북도
- 경산시 (남천면 · 백천동)

## 노선
전 구간 국도 제25호선에 속하므로 이 노선에 대한 별도 표기는 생략한다.
| 이름                            | 접속 노선                     | 소재지          | 소재지          | 비고                                                           |
| 새마을로와 직결                 | 새마을로와 직결               | 새마을로와 직결 | 새마을로와 직결 | 새마을로와 직결                                                |
| ------------------------------- | ----------------------------- | --------------- | --------------- | -------------------------------------------------------------- |
| 고래 교차로                     | 남성현로                      | 경산시          | 남천면          | 경산시도 제17호선 구간                                         |
| 하도 교차로                     | 남천로                        | 경산시          | 남천면          | 경산시도 제17호선 구간 경산 방면 진입 불가 청도 방면 진출 불가 |
| 남천과선교                      |                               | 경산시          | 남천면          | 경산시도 제17호선 구간                                         |
| 흥산 교차로                     | 남천로                        | 경산시          | 남천면          | 경산시도 제17호선 구간 경산 방면 진출 불가 청도 방면 진입 불가 |
| 금곡 교차로 (금곡1교)           | 남천로                        | 경산시          | 남천면          | 경산시도 제17호선 구간                                         |
| 금곡2교 삼성1교                 |                               | 경산시          | 남천면          |                                                                |
| 삼성 교차로                     | 삼성역길                      | 경산시          | 남천면          |                                                                |
| 삼성2교 삼성3교 대명1교 대명2교 |                               | 경산시          | 남천면          |                                                                |
| 대명3교                         | 협석2길                       | 경산시          | 남천면          | 경산 방면 진출 불가 청도 방면 진입 불가                        |
| 협석 교차로 (협석교)            | 남천로 구일길 협석1길 협석2길 | 경산시          | 남천면          |                                                                |
| 백천 교차로                     | 삼성현로                      | 경산시          | 남부동          |                                                                |
| 경안로와 직결                   |                               |                 |                 |                                                                |